# جيك سنكلير (موسيقي)
جيك سنكلير (بالإنجليزية: Jake Sinclair)‏ هو موسيقي ومنتج أسطوانات وكاتب أغاني أمريكي، ولد في 7 مارس 1985 في بويسي في الولايات المتحدة.

## وصلات خارجية
- جيك سنكلير على موقع ميوزك برينز (الإنجليزية)
- جيك سنكلير على موقع ديسكوغز (الإنجليزية)